# Ernamännen
Ernamännen var estniska frivilliga om ett sextiotal man, som vintern och våren 1941 flydde till Finland undan den ryska ockupationen. 
Av dem förlades 15 till holmen Staffans utanför Sökö i Esbo, där de under finländsk-tysk ledning utbildades till radister med Baltikum som målområde. Täcknamnet Ernamännen är främst knutet till denna verksamhet. Ernamännen var enrollerade inom finska armén, men kom i praktiken att tjäna den tyska underrättelsebyrån Büro Cellarius i Helsingfors. När Tyskland angrep Sovjetunionen försommaren 1941 överfördes Ernamännen till Estland med uppgift att verka som radister, agenter och sabotörer i Röda arméns rygg. Tillsammans med de estniska så kallade skogsbröderna formerade Ernamännen en avdelt bataljon som utkämpade regelrätta strider mot ryska förband. Bataljonen upplöstes i september 1941. De flesta Ernamän återvände till Finland, där verksamheten fortsatte, nu under täcknamnet "Haukat" (Hökarna). Många av de utsända rapportörerna råkade i sovjetisk fångenskap och genomlevde tragiska öden. 